# The Side Effects
The Side Effects es el sexto álbum de estudio de la banda japonesa de post-hardcore Coldrain, que fue lanzado el 28 de agosto de 2019 a través de sello discográfica Warner Music Japan.
The Side Effects es el segundo álbum de Coldrain lanzado por Warner Music Japan, siendo el primero Fateless. Este sería el seguimiento de Fateless de 2017. Sería su álbum más bajo en la lista de álbumes de Oricon desde el lanzamiento de The Enemy Inside, que debutó y alcanzó su punto máximo en el número 21, para el cual The Side Effects apenas se ubicaría entre los diez primeros en el número 10. The Revelation, Vena y Fateless carenado mucho mejor en el número 7, 9 y 8 respectivamente. Sin embargo, a The Side Effects le iría mucho mejor en la lista Billboard Japan Hot Albums, ya que debutaría y alcanzaría su punto máximo en el número 8, vendiendo más de 8600 copias en su primera semana.
El álbum fue precedido por siete sencillos lanzados del álbum, incluyendo las canciones de éxito comercial: "Revolution", "Coexist", "January 1st", "The Side Effects", "Mayday", "See You" y "Speak". La pista presentaría a Ryo Kinoshita de la banda japonesa Crystal Lake, de la cual también se presentaría como el segundo tema de apertura del popular anime Fire Force.
The Side Effects presenta un sonido más experimental que incorpora elementos vocales de rap y fondos electrónicos, que se escucha en canciones como "Revolution", "The Side Effects", "Speak" y "Coexist", que se escucha típicamente al nu metal.

## Antecedentes y promoción
Los avances del álbum se remontan al 29 de septiembre de 2018, cuando Coldrain anunció una nueva canción como tema principal de Mobile Suit Gundam: Extreme Vs 2, que se tituló "Revolution". La canción se lanzó más tarde como sencillo el 12 de diciembre. Esto incluía un video musical para complementar su lanzamiento el mes siguiente.
Unos días después, Masato Hayakawa anunció en su Instagram que entraría al estudio con el resto de la banda para grabar nuevo material que se lanzaría más adelante en el año. La circulación rápidamente propagó entusiasmo y entusiasmo entre fanáticos y críticos por igual, hasta donde se rompió el silencio con múltiples fotos y videos que se compartieron en las cuentas de redes sociales de los miembros de la banda en el estudio. Terminaron de grabar a fines de febrero y anunciaron una nueva gira de un solo hombre unas semanas más tarde, así como el título del nuevo álbum que se llamará "The Side Effects". Otro video teaser usó el segundo sencillo principal "Coexist", que se lanzó el 4 de julio en formatos digitales y como video musical, obteniendo más de 370,000 visitas durante el primer mes en YouTube.
Continuarían de gira por Europa en junio para continuar promocionando el próximo disco tocando en varios festivales como Download, Pinkpop, Rock am Ring y Rock im Park. Tres de los cuales, Coldrain tocó anteriormente en 2014 al hacer su debut mundial con The Revelation. Además de esto, tocarían en varios espectáculos principales en pequeños lugares del Reino Unido y Francia.
Con el lanzamiento del álbum inminente, la banda lanzó dos videos musicales más, "January 1st" y "The Side Effects", el 8 y 27 de agosto, respectivamente.

## Composición y estilo musical
Antes del proceso de grabación, se enviaron demos al productor Michael Baskette de manera similar a lo que la banda hizo por adelantado para su predecesor Fateless de 2017. Esta vez, se notó que las demostraciones eran mucho más detalladas y cercanas al estándar de producción para darle a Baskette una buena idea de qué dirección quería tomar la banda con The Side Effects, ya que estaban mucho más organizadas, lo que hizo que el proceso de grabación fuera un poco más fácil. mucho más fácil de grabar, y tardó poco más de un mes en grabar en general. Baskette habló sobre el compositor principal y el guitarrista principal de la banda, Ryo Yokochi, y dijo que su composición es lo que realmente elevó el LP a nuevos niveles.
The Side Effects ha sido descrito sónicamente por los críticos como post-hardcore, metalcore, metal alternativo, rock alternativo, nu metal, y hard rock.

## Lista de canciones
Todas las letras escritas por Masato Hayakawa, toda la música compuesta por Masato y Ryo Yokochi.

| N.º | Título                                       | Duración |  |
| 1.  | «Mayday» (con Ryo Kinoshita de Crystal Lake) | 3:47     |  |
| 2.  | «Coexist»                                    | 3:41     |  |
| 3.  | «See You»                                    | 3:49     |  |
| 4.  | «Speak»                                      | 3:13     |  |
| 5.  | «The Side Effects»                           | 3:44     |  |
| 6.  | «January 1st»                                | 4:39     |  |
| 7.  | «Insomnia»                                   | 4:22     |  |
| 8.  | «Answer/Sickness»                            | 3:44     |  |
| 9.  | «Breathe»                                    | 4:13     |  |
| 10. | «Stay the Course»                            | 4:09     |  |
| 11. | «Revolution»                                 | 3:45     |  |
| 12. | «Li(e)fe»                                    | 3:18     |  |

## Personal
Coldrain
- Masato Hayakawa – Voz principal, letras
- Ryo Yokochi - guitarra principal, programación, composición
- Kazuya Sugiyama – Guitarra rítmica
- Ryo Shimizu - Bajo
- Katsuma Minatani - batería